# Beatrixkwartier (sneltramhalte)
Beatrixkwartier is een sneltramhalte van RandstadRail in het Haagse Beatrixkwartier. De halte ligt halverwege het zo genoemde Netkous-viaduct boven de Prinses Beatrixlaan, dat een van de verbindingen vormt tussen het Centraal Station en station Laan van Nieuw Oost-Indië. Het werd ontworpen door het Amsterdamse architectenbureau Zwarts & Jansma.
De halte werd op 29 oktober 2006 in gebruik genomen voor RandstadRail 4 en op 20 oktober 2007 voor RandstadRail 3. Sinds 2020 stopt RandstadRail 34 er ook. Door de lage perrons is het niet geschikt voor de sneltrams van de E-lijn.

## Aanleiding
In de originele planning uit begin jaren 1960 –die in 1969 officieel gepresenteerd werd– was al een viaduct voorzien. Dit viaduct zou de verbinding vormen tussen een tramtunnel onder de Grote Marktstraat en de Zoetermeer stadslijn. Dit idee belandde in de ijskast toen deze stadslijn door de NS met Sprinters werd uitgevoerd, maar werd weer actueel tijdens de planning voor het project RandstadRail. Het eerste idee was om het viaduct over de Juliana van Stolgberglaan aan te leggen maar uiteindelijk is gekzoxen voor een kortere variant over de Prinses Beatrixlaan.

## Foto's

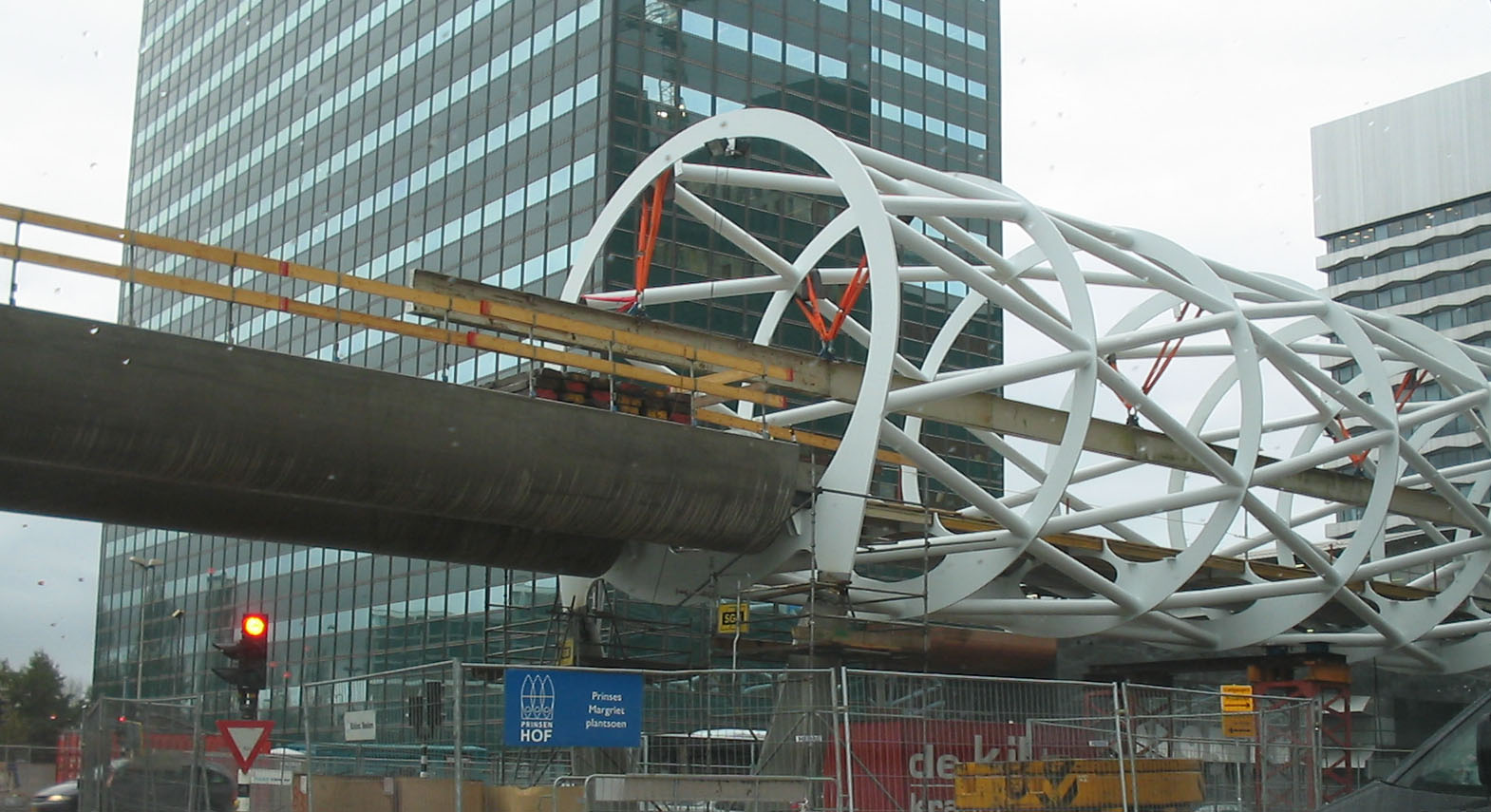
De netkous in aanbouw in 2005.
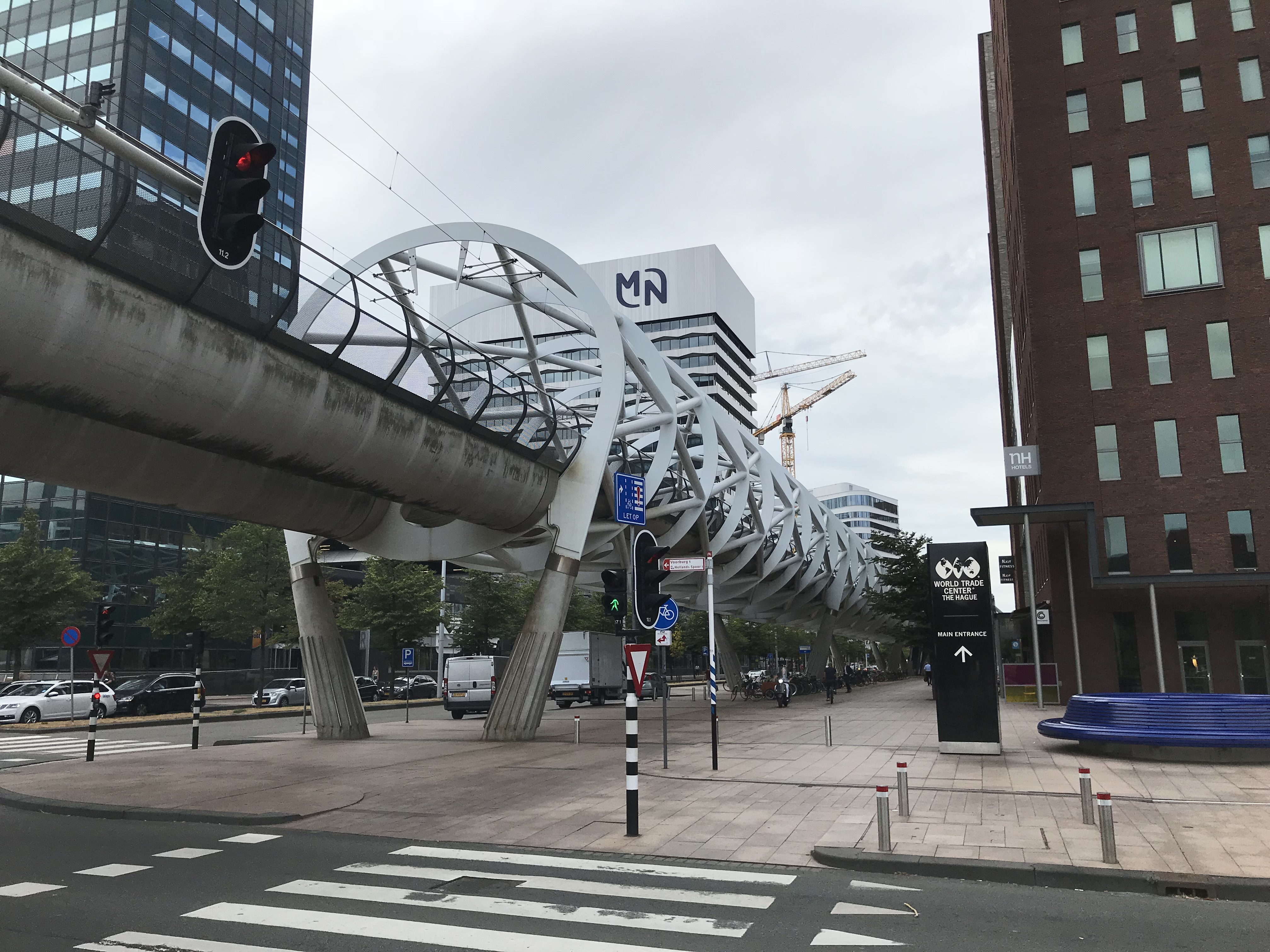
De netkous in 2018 gezien bij het WTC-gebouw.
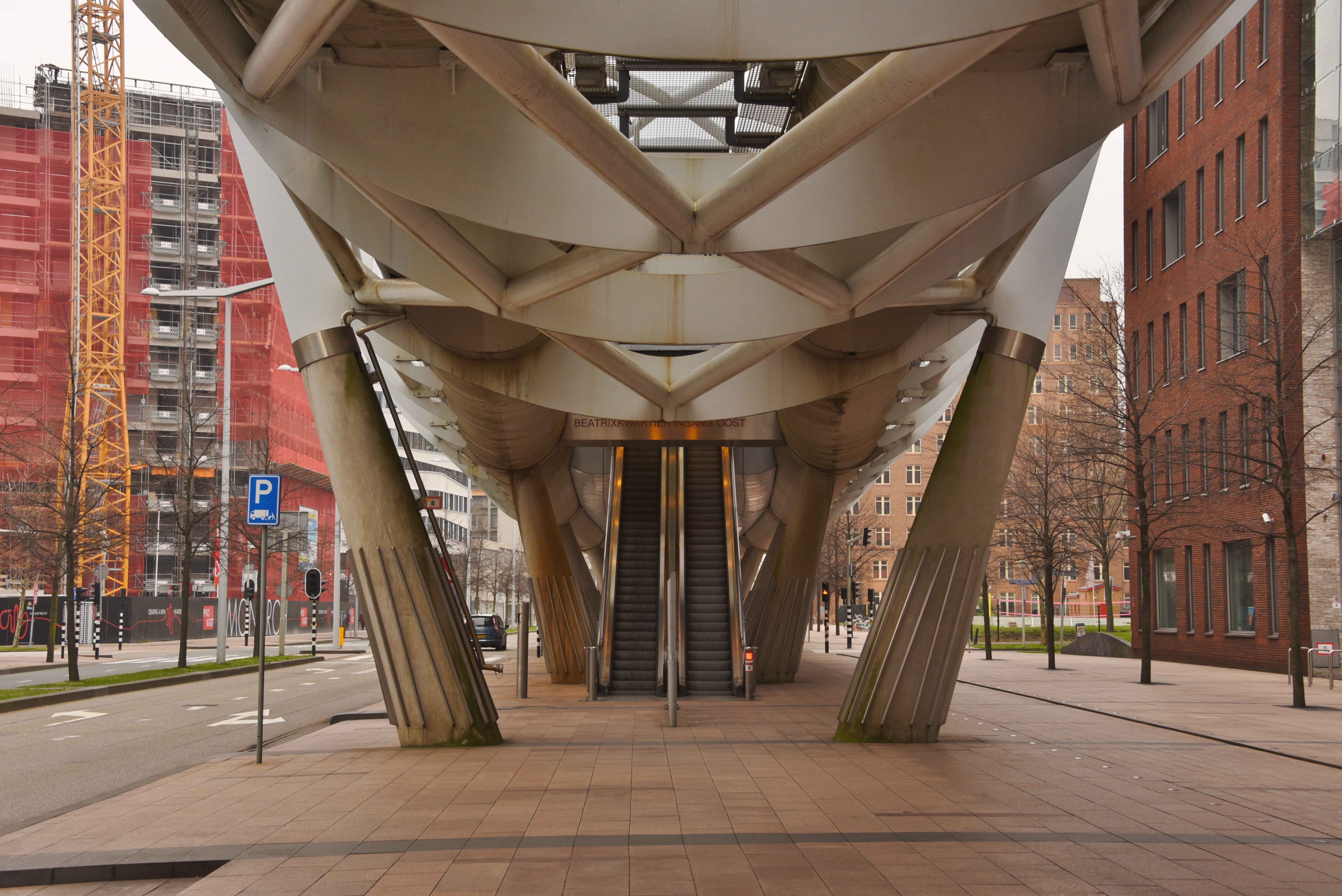
Station Beatrixkwartier
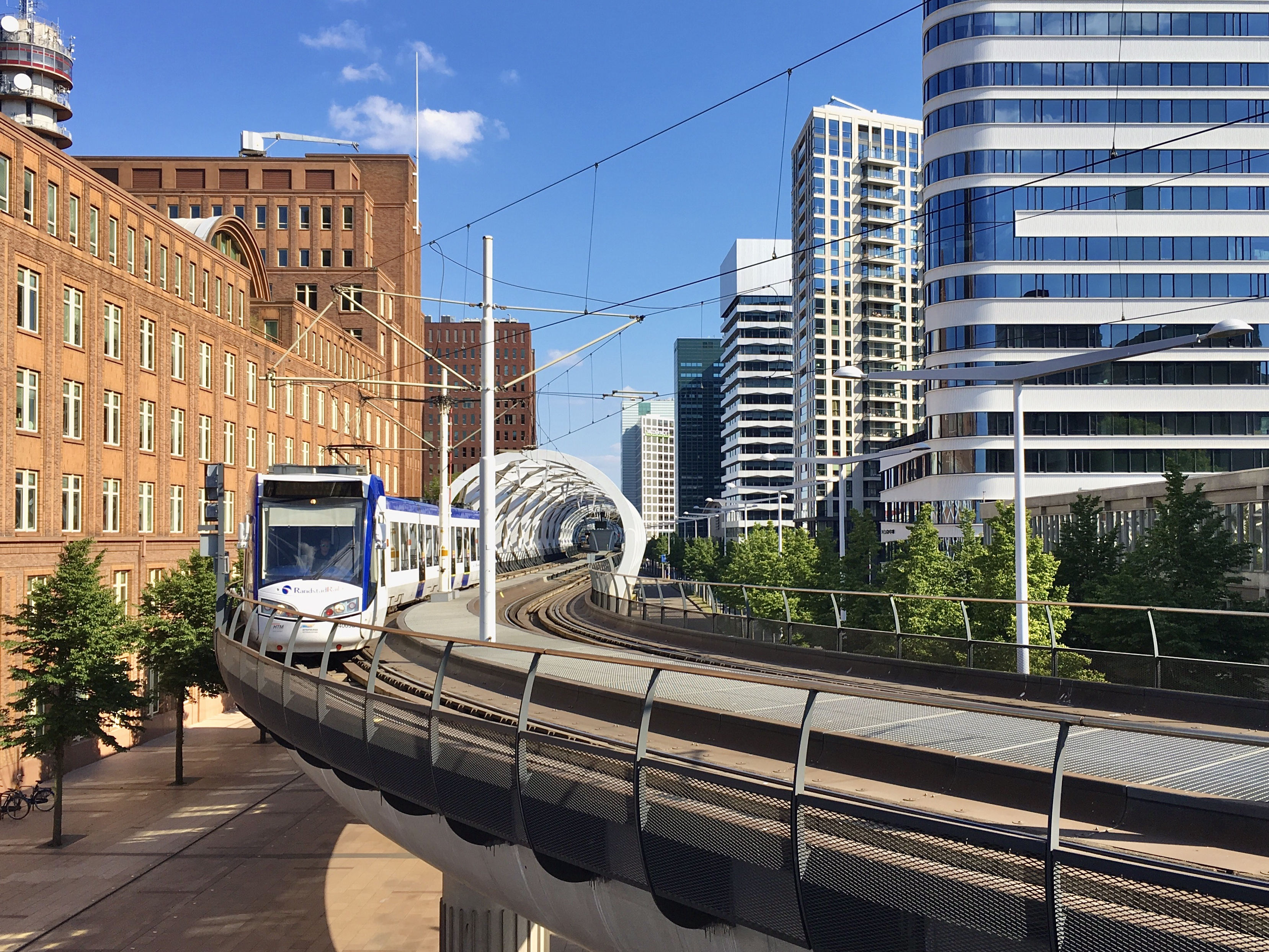
De netkous in 2020 gezien bij de tramhalte Ternoot.

Arnold Spoelplein ·
Pisuissestraat ·
Mozartlaan ·
Heliotrooplaan ·
Muurbloemweg ·
Hoefbladlaan ·
De Savornin Lohmanplein ·
Appelstraat ·
Zonnebloemstraat ·
Azaleaplein ·
Goudenregenstraat ·
Fahrenheitstraat ·
Valkenbosplein ·
Conradkade ·
Van Speijkstraat ·
Elandstraat ·
HMC Westeinde ·
Brouwersgracht ·
Grote Markt ·
Spui ·
Centraal Station (NS) ·
Beatrixkwartier ·
Laan van NOI (NS) ·
Voorburg 't Loo ·
Leidschendam-Voorburg ·
Forepark ·
Leidschenveen ·
Voorweg Laag ·
Centrum-West ·
Stadhuis ·
Palenstein ·
Seghwaert ·
Leidsewallen ·
De Leyens ·
Buytenwegh ·
Voorweg Hoog ·
Meerzicht ·
Driemanspolder (NS) ·
Delftsewallen ·
Dorp ·
Centrum-West
De Uithof · 
Beresteinlaan ·
Bouwlustlaan ·
De Rade ·
Dedemsvaartweg ·
Zuidwoldepad ·
Leyenburg ·
Monnickendamplein ·
Tienhovenselaan ·
Dierenselaan ·
De la Reyweg ·
Monstersestraat ·
HMC Westeinde ·
Brouwersgracht ·
Grote Markt ·
Spui ·
Centraal Station (NS) ·
Beatrixkwartier ·
Laan van NOI (NS) ·
Voorburg 't Loo ·
Leidschendam-Voorburg ·
Forepark ·
Leidschenveen ·
Voorweg Laag ·
Centrum-West ·
Stadhuis ·
Palenstein ·
Seghwaert ·
Willem Dreeslaan ·
Oosterheem ·
Javalaan ·
Van Tuyllpark ·
Lansingerland-Zoetermeer (NS)